# Motore magnetico Perendev

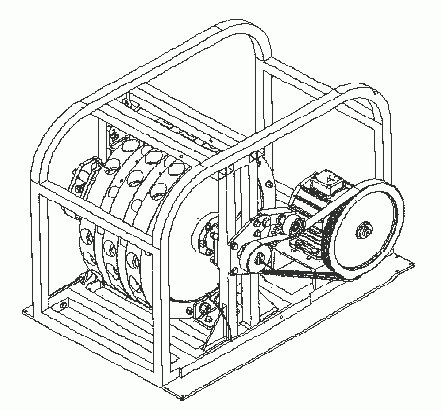
Esempio di motore magnetico di Perendev

Il motore magnetico di Perendev è un ipotetico motore in grado di sfruttare l'energia magnetica tra magneti al fine di mettere in moto un rotore. Perendev è l'acronimo di Permanent Energy Device. Nel 2004 fu presentata una domanda di brevetto internazionale da un tale Mike Brady, respinta come non brevettabile dall'Ufficio europeo dei brevetti (la domanda di brevetto, in seguito, fu abbandonata).
L'idea di base è che il motore sia in grado di generare un moto perpetuo tale da diventare una fonte illimitata di energia. Tuttavia, le leggi della fisica escludono il moto perpetuo e il generarsi di energia dal nulla e, con alcune nozioni di fisica, risulta facile spiegare perché questa macchina non può funzionare.
Il progetto prevede l'applicazione di diversi magneti sulla superficie delimitata dalla circonferenza del rotore e un magnete esterno fisso. La forza repulsiva tra i magneti causerebbe la rotazione del rotore che porterebbe il magnete successivo nella posizione di quello precedente, in modo da ricominciare il movimento.
La fama di questo motore è dovuta principalmente alla presenza in rete di numerosi video che mostrano un tale motore funzionante. La semplicità del progetto ha suscitato molto interesse tant'è che molte persone si sono proposte di costruire un motore magnetico, ma senza risultato. La complessità nella costruzione del progetto è spesso presa come spiegazione per i fallimenti nella realizzazione. Tuttavia nessuna dimostrazione ufficiale è mai stata fatta sul funzionamento di questo motore.

## Funzionamento

### La conservazione dell'energia

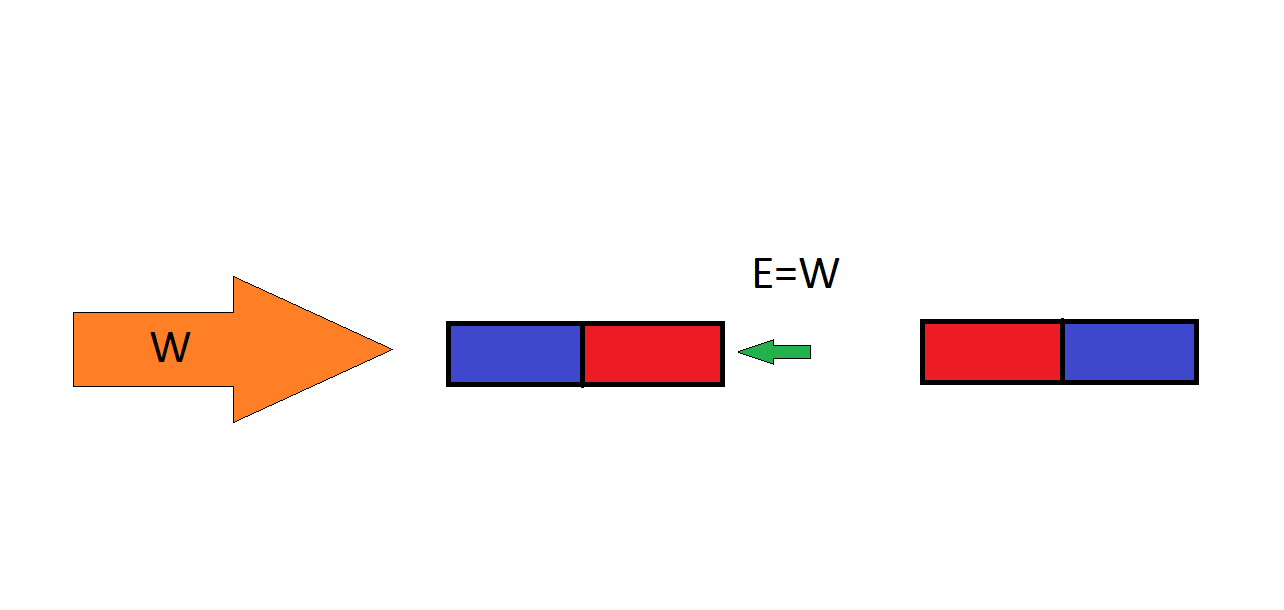
Compiuto un lavoro esterno W su un magnete, esso è in grado di vincere le forze di repulsione e avvicinarsi all'altro magnete. Si genera una energia magnetica, dovuta al lavoro compiuto, pari a -W

La fisica, in virtù delle leggi della termodinamica, esclude qualsiasi tipo di moto perpetuo in grado di fornire energia illimitata. 

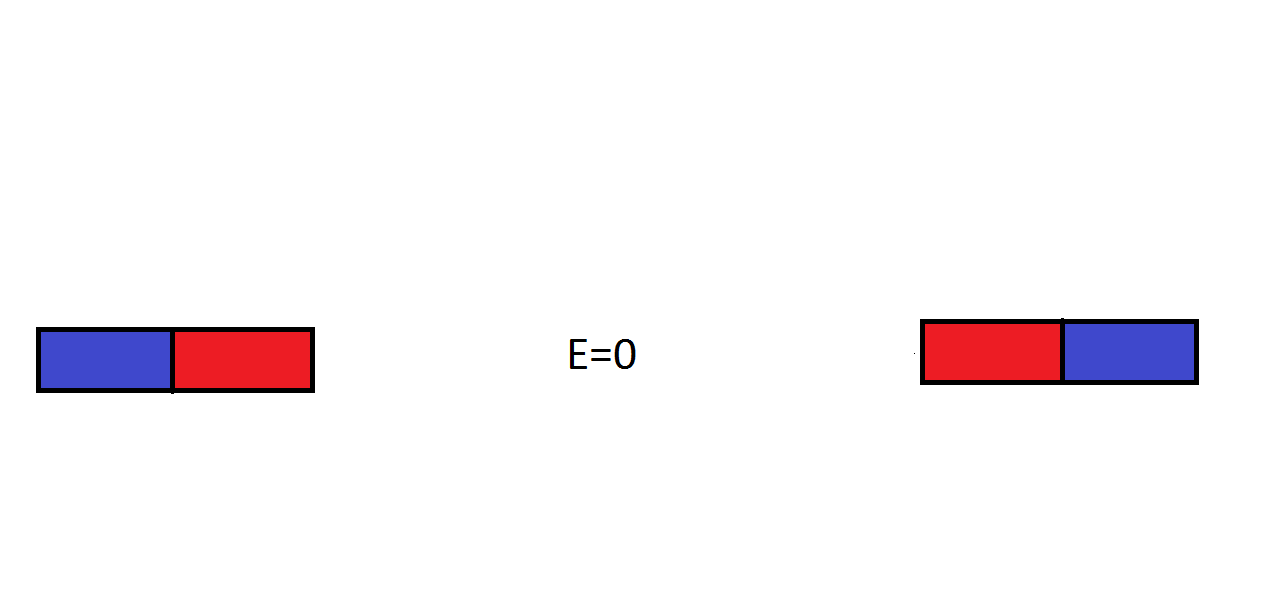
Inizialmente i magneti sono fermi. L'energia magnetica E è pari a 0

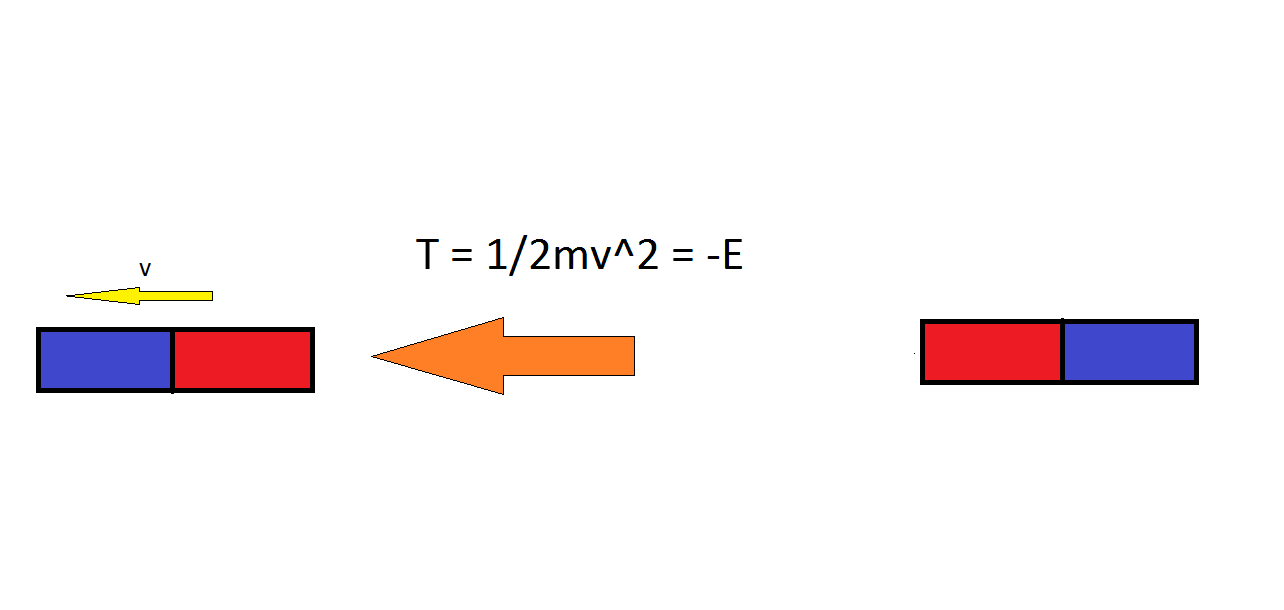
Se si lascia andare il magnete, esso convertirà tutta la sua energia magnetica E in energia cinetica T. Il magnete si sposterà tornando nella posizione iniziale. L'energia totale durante il processo rimane conservata, ovvero la somma totale dell'energia è pari a quella che il magnete aveva all'inizio, cioè 0

Per analizzare il meccanismo, è anzitutto necessario avere un'idea chiara di cosa significhi la legge di conservazione dell'energia. L'affermazione centrale che emerge da questa legge è che l'energia non può essere creata né distrutta, ma soltanto trasformata. Esistono infatti varie forme di energia come ad esempio l'energia cinetica, che è quella posseduta da un corpo dotato di massa in movimento a una certa velocità, o l'energia potenziale, che è quella posseduta da un corpo in virtù della sua posizione all'interno di un campo di forze; anche il calore è una forma di energia del corpo (ed è legata all'energia cinetica delle particelle che compongono il corpo).
Il principio che sta alla base del funzionamento di qualsiasi motore è nel processo di trasformazione dell'energia da una fonte esterna in un'altra forma utilizzabile, come per esempio l'energia elettrica o l'energia meccanica. Risulta quindi intuitivo comprendere che per avere una produzione costante di energia è necessario che anche la fonte eroghi una quantità costante di energia da trasformare.

### Magneti ed energia magnetica
Quando si avvicinano due magneti, essi subiscono una forza che tende o ad avvicinarli o ad allontanarli. In particolare, tra due magneti che vengono avvicinati e posti a una certa distanza l'uno dall'altro, vi è un certo quantitativo di energia magnetica; se uno o entrambi i magneti sono liberi di muoversi, essi si allontaneranno o si avvicineranno tra di loro a causa dell'energia magnetica, trasformando quindi l'energia magnetica in energia cinetica di movimento in quanto l'energia totale (considerata in tutte le sue forme possibili) si conserva in un sistema isolato. Ma da dove veniva l'energia potenziale magnetica che il sistema aveva inizialmente in virtù della posizione dei due magneti avvicinati? Essa era stata fornita dall'esterno nel momento in cui qualcuno ha compiuto del lavoro per vincere (nel caso repulsivo) le forze di repulsione e portare i magneti in quella posizione.

### Il motore magnetico
Supponiamo di posizionare uno dei magneti in modo tale da trovarsi di fronte al magnete fisso e risentire della sua forza repulsiva. Viene perciò fornita energia dall'esterno per portare il magnete in quella posizione, energia che si traduce in energia potenziale magnetostatica tra i due magneti. Lasciato libero di muoversi, il magnete si allontanerà convertendo l'energia potenziale che inizialmente aveva in energia cinetica di rotazione, che metterà in moto il rotore. Se l'energia è abbastanza elevata il rotore è in grado di portare il magnete successivo nella posizione del primo, ma questo, sempre per via della conservazione dell'energia, a spese della velocità di rotazione. Tuttavia quando il magnete si troverà in posizione, il rotore riacquisterà energia cinetica e così via. Supponiamo di essere nel vuoto e in assenza di attriti; questo sistema continuerà a ruotare all'infinito per via di questo processo ciclico. Il sistema, in pratica, è in grado di conservare una certa quantità di energia iniziale trasformandola continuamente da cinetica a potenziale. Questa quantità di energia, però, "rimane sempre la stessa durante tutto il processo".
Tuttavia, come scritto in precedenza, un motore è definibile tale solo se in grado di generare una quantità costante di energia utilizzabile e questo avviene soltanto se anche la fonte eroga energia costantemente, cosa che in questo caso non accade. Ad esempio, un generatore di corrente prenderebbe l'energia del sistema, che abbiamo visto essere finita, e la convertirebbe in energia elettrica fino a quando tutta è stata usata, ovvero il sistema si ferma. Inoltre il sistema semplicemente non potendosi trovare in una situazione idealizzata come il vuoto e in assenza di attrito (basti pensare agli attriti interni delle componenti del motore) cederebbe energia sotto forma di calore per via, appunto, dell'attrito. Perciò - anche girando a vuoto - prima o poi si fermerebbe, ovvero quando tutta l'energia del rotore sarà convertita in calore.
Spesso, nei video sul web che mostrano prototipi funzionanti, il rotore inizia a ruotare dopo che è stato messo in moto con una spinta o posizionato nel modo giusto. In entrambi i casi si tratta di lavoro fornito dall'esterno che, come abbiamo visto, viene conservato. I suddetti video, perciò, sono incompleti e non mostrano quello che accade dopo.

### Configurazioni stabili
In fisica, in particolare nel magnetismo nella materia, un dominio magnetico è una regione di un materiale ferromagnetico caratterizzata dal possedere una magnetizzazione uniforme: i momenti magnetici degli atomi presenti nel dominio sono allineati e hanno lo stesso verso.
Se sottoposti a un campo magnetico esterno, i domini di un materiale ferromagnetico tendono a orientarsi parallelamente al campo stesso fino a trovare una configurazione stabile. Ne deriva che il motore in questione, se non sottoposto a forze esterne o nel momento in cui esso si fermasse, raggiungerebbe una configurazione stabile bloccando il suo moto. Una spiegazione a questo fenomeno è, tuttavia, nuovamente di natura energetica. Con i domini allineati al campo esterno, infatti, il materiale minimizza l'energia magnetica.

## Controversie

### Teorie del complotto
Da quando venne pubblicato in rete, il motore riscosse grande successo tra i sostenitori delle teorie del complotto. Costoro sostengono, infatti, che il motore funzioni e non venga attualmente utilizzato perché i petrolieri tentano di boicottare questo progetto per mantenere i loro interessi. Tuttavia risulta strano che nella comunità scientifica nessuno si sia mai interessato a questo progetto che, nel caso dovesse funzionare, risulterebbe una rivoluzione scientifica senza pari. Bisognerebbe assumere, quantomeno, che anche tutti i fisici e ingegneri del mondo facciano parte del complotto. Inoltre risulta alquanto improbabile che, con un progetto così semplice e addirittura reperibile, ancora nessuno nel mondo abbia dato una dimostrazione o provato a usare come fonte di energia un tale motore. Assumendo per assurdo il fatto che i petrolieri siano interessati a boicottare questo progetto rimarrebbe da spiegare il perché della facilissima reperibilità in rete di esso.

### La truffa dellaPerendev Power Developments Pty
Nel 2006 una società, la Perendev Power Developments Pty (Ltd) capitanata dall'amministratore unico Michael Brady, cominciò a mettere in vendita tali motori in Germania e nel resto del mondo. Pubblicizzava i motori mostrandoli come dei "miracoli" e promettendo energia perpetua, ovvero illimitata, e pubblicizzando motori da 100 e 300 kW. La società aveva inizialmente sede a Johannesburg in Sudafrica; in seguito ha cambiato sede, trasferendosi a Monaco di Baviera in Germania. Circa una sessantina di persone pre-acquistarono tale motore, pagando un totale di circa 1 milione di euro. Tuttavia, per ovvie ragioni, Brady non fu mai in grado di fornire le macchine ai suoi clienti. In seguito la sua società dichiarò di non essere in grado di occuparsi del motore Perendev a causa delle azioni giudiziarie che la portarono poi al fallimento, chiudendo in seguito anche il suo sito web. Il 29 marzo del 2010, sotto pressione degli acquirenti che richiedevano indietro i soldi, Brady fu arrestato dalla polizia svizzera a Zurigo per truffa e poi estradato in Germania.